# Kitty Kielland

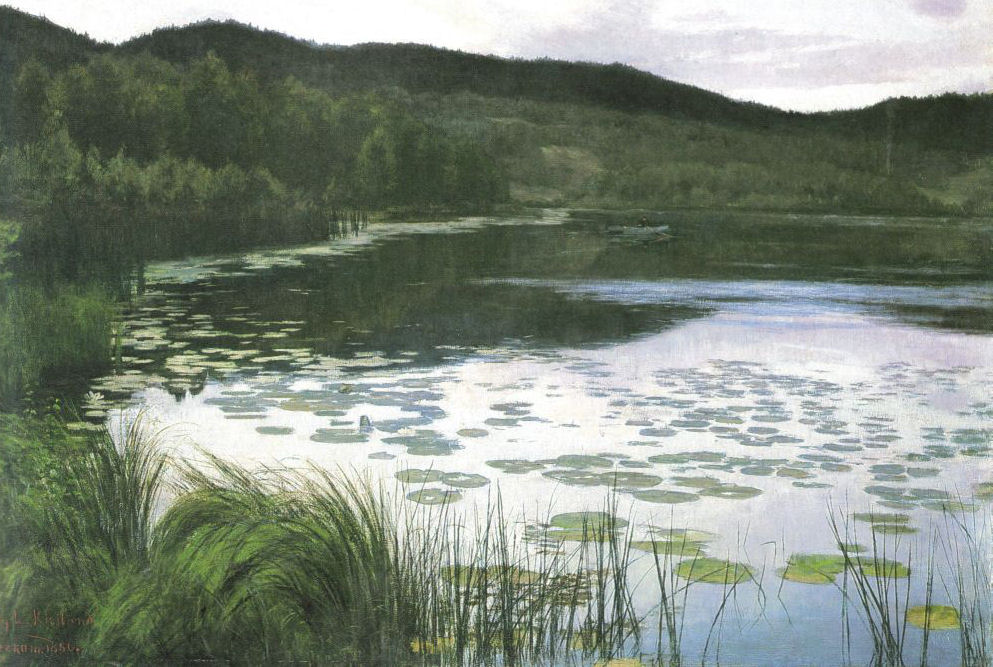
Sommernatt, 1886

Christiane "Kitty" Lange Kielland, född den 8 oktober 1843 i Stavanger, död den 1 oktober 1914 i Kristiania (nuvarande Oslo), var en norsk målare. Hon var syster till Alexander Kielland. 
Hon var speciellt känd för landskapsbilder från Jæren och mottog 1908 den norske kungens förtjänstmedalj i guld.
Kielland studerade i Karlsruhe, München och Paris samt var sedan 1889 bosatt i Kristiania.

## Verk i urval
- Sommarnatt, 1886, Nasjonalgalleriet
- Torvmyr, Nasjonalgalleriet